# سقوط امپراتوری (مجموعه تلویزیونی)
سقوط امپراتوری (انگلیسی: Empire Falls) یک مجموعه تلویزیونی کوتاه به کارگردانی فرد شپیسی محصول سال ۲۰۰۵ است.
این مجموعه تلویزیونی که از شبکه اچ‌بی‌او پخش شده برنده جوایزی همچون جایزه گلدن گلوب بهترین مجموعه تلویزیونی کوتاه یا فیلم تلویزیونی بهترین بازیگر نقش مکمل مرد گلدن گلوب و امی (پل نیومن) شده‌است.